# Louis-Victor de Savoie-Carignan
Pour les articles homonymes, voir Louis de Savoie.
Louis-Victor de Savoie  (Luigi Vittorio di Savoia, principe di Carignano 1721-1778) né à Paris le 25 septembre 1721, mort à Turin le 16 décembre 1778, est prince de Carignan de 1741 à 1778.

## Biographie

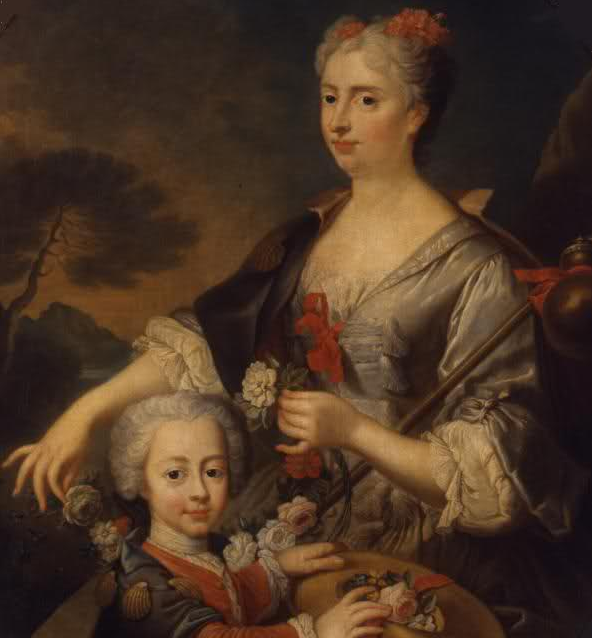
Louis-Victor avec sa mère (env. 1725).

Il est le fils aîné survivant de Victor-Amédée Ier, prince de Carignan et de Marie-Victoire de Savoie (1690-1766).
Il épouse le 4 mai 1740 Christine-Henriette de Hesse-Rheinfels-Rotenbourg (1717-1778), fille d'Ernest-Léopold de Hesse-Rheinfels-Rotenbourg, landgrave de Hesse-Rheinfels-Rotenbourg, et d'Éléonore de Lowenstein-Wertheim. Par ce mariage, il devient beau-frère du roi Charles-Emmanuel III qui a épousé Polyxène de Hesse-Rheinfels-Rotenbourg. 
Louis-Victor et Christine-Henriette ont neuf enfants :
- Charlotte (1742-1794) ;
- Victor-Amédée II de Savoie-Carignan (1743-1780), marié en 1768 à Joséphine de Lorraine (1753-1797) ;
- Léopoldine de Savoie-Carignan (1744-1807), mariée en 1767 à Giovanni Andrea III Doria-Pamfili-Landi (1747 † 1820), prince de Melfi ;
- Polyxène (1746-1762) ;
- Gabrielle (1748-1828), mariée en 1769 à Ferdinand von Lobkowicz (1724-1784) ;
- Marie-Thérèse-Louise (1749-1792), mariée en 1767 à Louis-Alexandre de Bourbon (1747-1768), prince de Lamballe
- Thomas Maurice (1751-1753) ;
- Eugène de Savoie-Carignan, comte de Villafranca (1753-1785), auteur d'une branche encore représentée, il obtient le grade de colonel de régiment qu'il allait baptiser "de Savoie Carignan". En garnison à Saint-Malo, il y épouse Elisabeth Anne Magon de Lalande de Boisgarin ;
- Catherine (1762-1823), mariée en 1780 à Filippo III Giuseppe Colonna Gioeni (1760-1818), prince de Castiglione.